# Speedin'
Speedin' è un singolo di Omarion, il secondo estratto dall'album Ollusion.

## Tracce
Digital download
1. Speedin' - 3:08

## Classifiche
| Classifica (2010)                     | Posizione raggiunta |
| ------------------------------------- | ------------------- |
| U.S. Billboard Bubbling Under Hot 100 | 5                   |
| U.S. Billboard Hot R&B/Hip-Hop Songs  | 26                  |